# Vandeleuria
Genre
Vandeleuria est un genre de rongeurs de la sous-famille des Murinés.

## Liste des espèces
Ce genre comprend les espèces suivantes :
- Vandeleuria nilagirica Jerdon, 1867
- Vandeleuria nolthenii  Phillips, 1929
- Vandeleuria oleracea (Bennett, 1832)